# Bryum stellituber
Bryum stellituber là một loài rêu trong họ Bryaceae. Loài này được Arts mô tả khoa học đầu tiên năm 1997.